# Death 'n' roll
Death 'n' roll (spojení slov death metal a rock 'n' roll) je podžánr death metalu, který obsahuje prvky inspirované hard rockem. Obsahuje typické efekty death metalu jako growling a zkreslené podladěné kytarové riffy s prvky hard rocku a heavy metalu ze 70. let. Mezi významné interprety patří skupiny Entombed, Gorefest, Carcass, Desultory a The Cumshots. Další kapely hrající tento styl jsou např. Korpse, Debauchery a Sanctimony. 